# باول رودريك غريغوري
باول رودريك غريغوري (بالإنجليزية: Paul R. Gregory)‏ هو اقتصادي أمريكي، ولد في 10 فبراير 1941 في سان أنجيلو في الولايات المتحدة.